# Зорана Михайлович
Зорана Михайлович (серб. Zorana Mihajlović або Зорана Михајловић; нар. 5 травня 1970, Тузла) — сербський політик і економіст.
Вона народилася в Боснії і Герцеговині. Закінчила середню школу в Белграді, потім навчався на факультеті економіки Белградського університету. У тому ж університеті отримала ступінь магістра і доктора. Працювала лектором, а з 1996 по 2007 була професійно пов'язана з державною енергетичною компанією EPS, починаючи з 2004 року входила до складу її правління. Пов'язана з партією Г17+, у 2004–2006 роках вона працювала консультантом заступника прем'єр-міністра Миролюба Лабуса. Пізніше вона стала радником генерального директора аеропорту Белграда і Президента Республіки Сербської Мілорда Додіка. Також вела викладацьку діяльність в Університеті Мегатренд.
У 2010 вступила до Сербської прогресивної партії. На виборах у 2012 році отримала мандат члена Народних зборів. У тому ж році увійшла до коаліційного уряду Івіци Дачича як міністр енергії, розвитку та охорони навколишнього середовища. У 2014 році стала заступником прем'єр-міністра і міністром транспорту, будівництва та інфраструктури у сформованому уряді Александара Вучича.